# 奥里斯
奥里斯，是西班牙加泰罗尼亚巴塞罗那省的一个市镇。总面积27平方公里，总人口284人（2013年），人口密度10.5人/平方公里。